# Liste des partis politiques au Canada
Cette page est une liste des partis politiques du Canada.

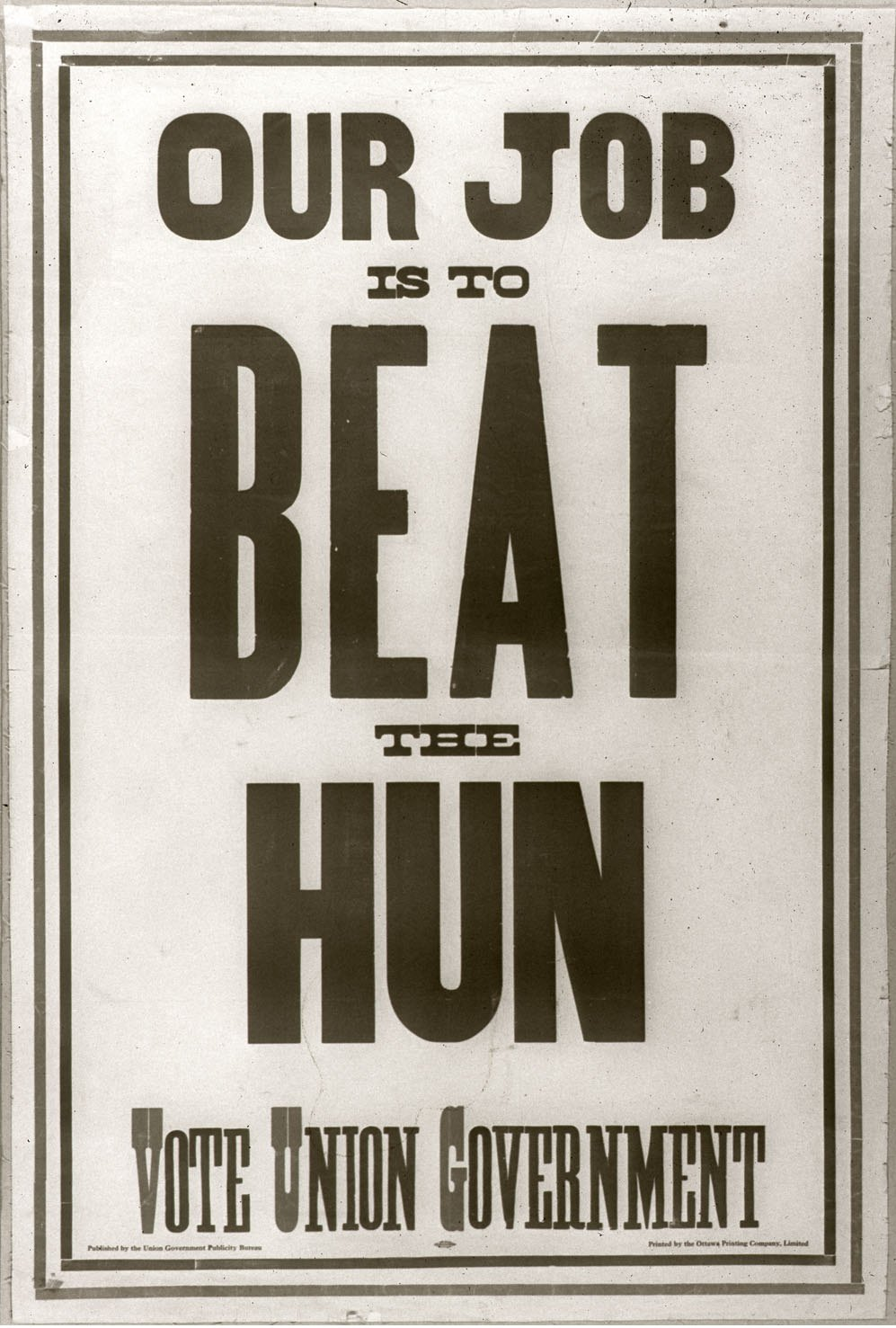
Affiche patriotique du Parti unioniste de Robert Laird Borden aux élections fédérales de 1917.

## Aspects juridiques
Ce n'est qu'en 1970, avec la réforme de la loi électorale du Canada que les partis politiques fédéraux acquièrent une existence juridique et sont tenus de s'enregistrer. Ils sont également tenus de soumettre un rapport d'activités. En 2004, un amendement à la loi électorale définit un parti comme « une organisation dont l'un des objectifs essentiels consiste à participer aux affaires publiques en soutenant la candidature et en appuyant l'élection d'un ou de plusieurs de ses membres ». Pour être reconnu, un parti doit avoir en tout temps un chef et trois autres dirigeants et au moins 250 membres. Il doit aussi soumettre une liste à jour de ses membres et présenter chaque année un énoncé de son objectif essentiel. Tout manquement à ces conditions risque d'entraîner la radiation.

## Partis politiques fédéraux
|  | Parti                        | Positionnement       | Idéologies                                                         | Sigle | Nombre de sièges à la Chambre des communes (338) |
|  | ---------------------------- | -------------------- | ------------------------------------------------------------------ | ----- | ------------------------------------------------ |
|  | Parti libéral du Canada      | Centre               | Libéralisme Centrisme                                              | PLC   | 159                                              |
|  | Parti conservateur du Canada | Droite Centre-droit  | Conservatisme Néolibéralisme Libertarianisme Néoconservatisme      | PCC   | 119                                              |
|  | Bloc québécois               | Centre-gauche        | Indépendantisme québécois Nationalisme québécois Social-démocratie | BQ    | 32                                               |
|  | Nouveau Parti démocratique   | Gauche Centre-gauche | Social-démocratie                                                  | NPD   | 25                                               |
|  | Parti vert du Canada         | Gauche Centre-gauche | Écologisme                                                         | PVC   | 2                                                |

### Partis enregistrés sans représentation
En juillet 2024, il y a 18 partis enregistrés par Élections Canada. Outre les cinq partis parlementaires indiqués au-dessus, il y a :
- Parti pour la protection des animaux du Canada
- Parti marijuana
- Parti communiste du Canada
- Parti de l'héritage chrétien du Canada
- Parti libertarien du Canada
- Parti communiste du Canada (marxiste-léniniste)
- Parti populaire du Canada
- Parti Rhinocéros (fondé en 2006)
- Parti centriste du Canada (en)
- Parti Maverick (en)
- Parti Uni du Canada
- Parti avenir canadien (en)

### Autres mouvements politiques non enregistrés
- Parti cosmopolite du Canada (fondé en 2003)
- Accès direct à la démocratie (fondé en 2003)
- Parti de la liberté du Canada (fondé en 2001)
- Parti Libre Canada (en) (fondé en 2016)
- Parti socialiste du Canada (fondé en 1905)
- Western Canada Concept (fondé en 1980)
- Western Independence Party (fondé en 1987)

### Partis disparus ayant déjà été représentés à laChambre des communes
- Parti de la réforme (anciens libéraux) (pré-Confédération)
- Parti anti-confédération 1867
- Parti libéral-conservateur 1867-1911
- Parti conservateur du Canada (ancien) 1867-1942
- Travailliste-conservateur 1872-1875
- Nationaliste-conservateur 1878-1911
- Candidat McCarthyite (1896)
- Patrons of Industry 1896
- Parti socialiste du Canada 1905
- Parti social démocratique du Canada 1911-1920
- Libéraux de Laurier seulement pendant les élections de 1917
- Libéral-unioniste 1917
- Non Partisan League 1917
- Parti unioniste 1917-1921
- United Farmers of Ontario 1919-1940
- Nationaliste-libéral 1920
- Parti libéral et conservateur national 1920-1921
- United Farmers 1921-1935
- United Farmers of Alberta 1921-1935
- Parti progressiste du Canada 1921-1948
- Ginger Group 1924-1932
- Libéral-protectionniste 1925-1930
- Candidats progressistes-conservateurs 1925-1935
- Candidats et partis travaillistes au Canada 1925-1949
- Libéral-progressiste 1925-1955
- Libéral-travailliste (Canada) 1926-1968
- Co-operative Commonwealth Federation 1932-1961
- Parti national social chrétien 1934-1965
- Parti de la reconstruction du Canada 1935-1938
- Parti Crédit social du Canada 1935-1993
- Parti de l'unité nationale 1938-1940
- United Reform Movement 1939-1940
- Gouvernement national (Canada) 1940
- Nouvelle Démocratie (Canada) 1940
- Parti progressiste-conservateur du Canada 1942-2003
- Bloc populaire canadien 1943-1949
- Parti ouvrier progressiste 1943-1959
- People's Co-operative Commonwealth Federation 1945
- Union des électeurs 1945-1949
- Nouveau Parti 1960
- Ralliement créditiste 1963-1971
- Confederation of Regions Party of Canada 1984-1988
- Parti réformiste du Canada 1987-2000
- Alliance canadienne 2000-2003
- Caucus démocratique représentatif 2001-2002
- Forces et Démocratie 2014-2015

### Autres partis disparus
- Parti Rhinocéros (1963-1993)
- Parti citron (1987-1998)
- Parti égalité (1989-2013)
- Parti action canadienne (1997-2017)
- Parti progressiste canadien (2004-2019)
- Western Block Party (2005-2014)
- Parti uni du Canada (2009-2016)
- Parti pirate (2009-2017)
- Alliance nationale des citoyens du Canada (en)
- Parti de la coalition des anciens combattants du Canada
- Parti nationaliste canadien (en) (fondé en 1977)
- Parti pour l'indépendance du Québec
- Parti Patriote
- Quatrième front du Canada
- Parti de la démocratie directe du Canada

## Partis politiques provinciaux et territoriaux

### Alberta

#### Partis représentés à l'Assemblée législative
|         |          |
| 63 / 87 | (72,4 %) |
|         |          |

|         |          |
| 24 / 87 | (27,6 %) |
|         |          |

#### Autres partis
- Alberta First Party (un parti séparatiste)
- Parti Crédit social de l'Alberta
- Parti communiste de l'Alberta
- Parti réformiste de l'Alberta
- Parti vert de l'Alberta
- Parti libéral de l'Alberta
- Parti de l'Alberta

#### Partis importants disparus
- United Farmers of Alberta
- Association progressiste-conservatrice de l'Alberta
- Parti Wildrose

### Colombie-Britannique

#### Partis représentés à l'Assemblée législative
- BC United, anciennement Parti libéral de la Colombie-Britannique
- Nouveau Parti démocratique de la Colombie-Britannique
- Parti vert de la Colombie-Britannique

#### Autres partis
- Parti communiste de la Colombie-Britannique
- Parti Crédit social de la Colombie-Britannique
- British Columbia Party
- Parti conservateur de la Colombie-Britannique
- Parti réformiste de la Colombie-Britannique
- Progressive Democratic Alliance

### Île-du-Prince-Édouard

#### Partis représentés à l'Assemblée législative
- Parti progressiste-conservateur de l'Île-du-Prince-Édouard
- Parti libéral de l'Île-du-Prince-Édouard
- Parti vert de l'Île-du-Prince-Édouard

#### Autres partis
- Nouveau Parti démocratique de l'Île-du-Prince-Édouard
- The Island Party of Prince Edward Island

### Manitoba

#### Partis représentés à l'Assemblée législative
- Nouveau Parti démocratique du Manitoba
- Parti progressiste-conservateur du Manitoba
- Parti libéral du Manitoba

#### Autres partis
- Parti communiste du Canada - Manitoba
- Parti manitobain
- Parti vert du Manitoba

#### Anciens partis
- Parti progressiste du Manitoba
- Parti Crédit social du Manitoba

### Nouveau-Brunswick

#### Partis représentés à l'Assemblée législative
- Parti libéral du Nouveau-Brunswick
- Parti progressiste-conservateur du Nouveau-Brunswick
- Parti vert du Nouveau-Brunswick

#### Autres partis
- Nouveau Parti démocratique du Nouveau-Brunswick
- Alliance des gens du Nouveau-Brunswick
- KISS NB

#### Partis disparus ayant déjà été représentés à l'Assemblée législative
- Parti de la confédération
- Parti anti-confédération
- Confederation of Regions

#### Partis disparus
- Parti acadien
- Parti gris du Nouveau-Brunswick

### Nouvelle-Écosse

#### Partis représentés à l'Assemblée législative de la Nouvelle-Écosse
- Association progressiste-conservatrice de la Nouvelle-Écosse
- Parti libéral de la Nouvelle-Écosse
- Nouveau Parti démocratique de la Nouvelle-Écosse

#### Autres partis
- Nova Scotia Party
- Parti Atlantica
- Parti marijuana
- Parti vert de la Nouvelle-Écosse

#### Partis disparus ayant déjà été représentés à la Chambre d'Assemblée
- Parti anti-confédération
- Parti de la confédération

#### Partis disparus
- Parti travailliste du Cap-Breton

### Ontario

#### Partis représentés à l'Assemblée législative
- Parti progressiste-conservateur de l'Ontario
- Nouveau Parti démocratique de l'Ontario
- Parti libéral de l'Ontario
- Parti vert de l'Ontario

#### Partis sans représentation ayant participé aux élections
- Parti communiste de l'Ontario
- Parti de la coalition des familles de l'Ontario
- Parti de la liberté de l'Ontario
- Parti Trillium de l'Ontario
- Parti libertarien de l'Ontario
- Ontario Provincial Confederation of Regions Party
- Le Parti du choix des Canadiens et Canadiennes (Canadians' Choice Party)
- Northern Ontario Heritage Party
- Parti pauvre de l'Ontario (Pauper Party of Ontario)
- Parti socialiste de l'Ontario
- Parti écologique végan
- Parti pour les gens qui ont des besoins spéciaux (Party for People with Special Needs)
- Parti réformiste de l'Ontario
- The Only Party
- Paramount Canadians Party
- Parti ontarien des droits de la personne (Party for Human Rights in Ontario)
- The People's Political Party
- People First Republic Party of Ontario

#### Partis disparus ayant déjà été représentés à l'Assemblée législative
- United Farmers of Ontario

#### Partis disparus
- Clear Grits (pré-confédération)
- Parti libéral-travailliste
- Parti ouvrier progressiste
- Parti de la réforme (pré-confédération)
- Parti réformiste de l'Ontario
- Parti Crédit social de l'Ontario

### Québec
Les partis politiques au Québec doivent être autorisés par le Directeur général des élections du Québec pour présenter des candidats sous leur bannière aux élections. Depuis 1867, seuls cinq partis ont formé le gouvernement : le Parti conservateur du Québec, le Parti libéral du Québec, le Parti québécois, la Coalition avenir Québec et l'Union nationale.

#### Partis politiques québécois actifs
Quatre partis sont présentement représentés à l'Assemblée nationale du Québec :
|  | Parti                   | Positionnement | Idéologies                                       | Sigle |
|  | ----------------------- | -------------- | ------------------------------------------------ | ----- |
|  | Coalition avenir Québec | Centre-droit   | Libéralisme économique Nationalisme québécois    | CAQ   |
|  | Parti libéral du Québec | Centre-gauche  | Progressisme Libéralisme                         | PLQ   |
|  | Parti québécois         | Centre-gauche  | Indépendantisme québécois Nationalisme québécois | PQ    |
|  | Québec solidaire        | Gauche         | Socialisme démocratique Féminisme Écologie       | QS    |

Quinze autres partis politiques sont reconnus, mais ceux-ci ne sont pas représentés à l'Assemblée nationale. Il s'agit de :
- Bloc Pot
- Changement intégrité pour notre Québec
- Citoyens au pouvoir du Québec
- Équipe autonomiste
- Nouveau Parti démocratique du Québec
- Parti 51
- Parti conservateur du Québec
- Parti indépendantiste
- Parti libre
- Parti marxiste-léniniste du Québec
- Parti pour l'indépendance du Québec
- Parti unité nationale
- Parti vert du Québec
- Parti nul
- Climat Québec
- Parti équitable
- Québec en marche

#### Partis politiques québécois disparus
Deux partis politiques disparus ont déjà été au gouvernement :
- Parti conservateur du Québec (1850-1935) (ancien)
- Union nationale

Douze autres partis ont déjà été représentés à l'Assemblée nationale :
- Action démocratique du Québec 1994-2012
- Action libérale nationale 1934-ca. 1939
- Bloc populaire canadien 1943-1949
- Fédération du Commonwealth Coopératif/Parti social démocratique du Canada 1939-1959
- Les démocrates/Parti démocrate créditiste 1978-1980
- Ligue nationaliste canadienne
- Option nationale
- Parti égalité
- Parti ouvrier du Québec
- Parti créditiste 1973
- Parti national populaire 1975-1981
- Ralliement créditiste du Québec 1970-1981 (noms variés)

Voir aussi :
- Parti patriote pré-Confédération
- Parti rouge pré-Confédération
- Parti bleu pré-Confédération
- Parti canadien pré-Confédération
- Alternative socialiste

Finalement, près de 80 autres partis politiques ont existé dans l'histoire du Québec sans réussir à être élu à l'Assemblée nationale.

### Saskatchewan

#### Partis représentés à l'Assemblée législative
- Nouveau Parti démocratique de la Saskatchewan
- Parti saskatchewanais

#### Partis sans représentation ayant participé aux élections
- Parti libéral de la Saskatchewan
- Parti vert de la Saskatchewan
- Parti de l'Indépendance de l'Ouest de la Saskatchewan
- Parti Buffalo

#### Anciens partis ayant été représenté à l'Assemblée législative
- Parti progressiste-conservateur de la Saskatchewan
- Parti Crédit social de la Saskatchewan
- Unité - Canada

#### Partis disparus
- Parti communiste du Canada - Saskatchewan

### Terre-Neuve-et-Labrador

#### Partis représentés à laChambre d'assemblée
- Parti progressiste-conservateur de Terre-Neuve-et-Labrador
- Parti libéral de Terre-Neuve-et-Labrador
- Nouveau Parti démocratique de Terre-Neuve-et-Labrador

#### Partis sans représentation ayant participé aux élections
- Newfoundland and Labrador Alliance

#### Partis disparus
- Parti réformiste libéral de Terre-Neuve
- Newfoundland and Labrador Party
- Terre-Neuve unifié (en)
- Parti de la confédération
- Parti anti-confédération
- Labrador Party

### Yukon

#### Partis représentés à l'Assemblée législative
- Parti du Yukon
- Nouveau Parti démocratique du Yukon
- Parti libéral du Yukon

#### Partis sans représentation ayant participé aux élections
- Parti de la première nation du Yukon
- Parti vert du Yukon

#### Partis disparus
- Alliance de l'indépendant
- Parti progressiste-conservateur du Yukon

#### Partis disparus ayant jamais participé aux élections
- Parti de l'unité des citoyens du Yukon